# Coven (groupe)
Ne pas confondre avec Coven (réunion) et Convent.
Coven est un groupe américain de rock psychédélique, originaire de Chicago, dans l'Illinois. Il est formé en 1968 par Jinx Dawson (chant), Greg « Oz » Osborne (basse), Chris Neilsen (guitare), Rick Durrett (clavier, remplacé plus tard par John Hobbs) et Steve Ross (batterie). Le nom du groupe est une référence au coven, une réunion de sorciers.
Il est l'un des premiers groupes à se détacher pour ses propos très anti-chrétiens, qui donneront naissance à la réputation satanique du metal. Ce serait aussi le premier groupe de l'histoire du rock et du metal à avoir fait usage du signe des cornes (comme on peut le voir sur leur premier album de 1969, Witchcraft Destroys Minds and Reaps Souls).

## Biographie
Après la dissolution de leur précédent groupe Him, Her and Them, Jinx Dawson et Oz Osborne forment avec Steve Ross le groupe Coven à la fin des années 1960. En 1967 et 1968 ils jouent en ouverture pour Yardbirds,  Alice Cooper ou Vanilla Fudge. Durant leurs prestations, Dawson arbore le signe des cornes. Repéré par Mercury Records, Coven sort un premier album intitulé Witchcraft Destroys Minds and Reaps Souls en 1969.
L'album marque les esprits par son orientation sataniste. Il se conclut d'ailleurs par Satanic Mass, un morceau de treize minutes écrit par leur producteur mais présenté comme un enregistrement d'une messe noire. L'artwork de l'album fait aussi référence à l'occultisme, et met en scène une messe noire avec une jeune femme nue (une doublure de Dawson, cette dernière étant encore mineure à la sortie de cet album). En mars 1970, à la suite de la sortie d'un numéro du magazine Esquire traitant de l'occultisme, le groupe est associé à tort à Charles Manson[réf. nécessaire]. À la suite de cette polémique, Mercury décide de retirer des bacs le premier album de Coven[réf. nécessaire].
Échaudés par ces évènements, les musiciens sortent un album éponyme en 1972 sur lequel l'occultisme est plus discret et seulement illustré par un chat noir et un signe des cornes. Un troisième album, Blood on the Snow, sort en 1974.
En 2013, Jinx Dawson sort un nouvel album de Coven intitulé Jinx. Jinx Dawson recrute une nouvelle formation de musiciens à la fin 2016, début 2017 pour jouer au Le Roadburn Festival annonce leur participation à leur édition d'avril 2017, leur première performance en Europe.

## Discographie
- 1969 : Witchcraft Destroys Minds and Reaps Souls
- 1972 : Coven
- 1974 : Blood on the Snow
- 2008 : Metal Goth Queen - Out of the Vault
- 2013 : Jinx
- 2016 : Light the Fire (EP)